# Gante-Wevelgem 1990
La Gante-Wevelgem 1990 fue la 52.ª edición de la carrera ciclista Gante-Wevelgem y se disputó el 4 de abril de 1990 sobre una distancia de 208 km.  
El vencedor fue el belga Herman Frison (Lotto-Superclub) se impuso en la prueba. El también belga Johan Museeuw y el italiano Franco Ballerini fueron segundo y tercero respectivamente.

## Clasificación final
| Posición | Ciclista           | Equipo                | Tiempo   |
| -------- | ------------------ | --------------------- | -------- |
| 1        | Herman Frison      | Histor-Sigma          | 4h59'00" |
| 2        | Johan Museeuw      | Lotto-Superclub       | s.t.     |
| 3        | Franco Ballerini   | Del Tongo-Rex         | s.t.     |
| 4        | Frans Maassen      | Buckler-Colnago-Decca | s.t.     |
| 5        | Jean-Marie Wampers | Panasonic-Sportlife   | a 2"     |
| 6        | Brian Holm         | Histor-Sigma          | a 4"     |
| 7        | Olaf Ludwig        | Panasonic-Sportlife   | s.t.     |
| 8        | Dmitri Konyshev    | Alfa Lum              | s.t.     |
| 9        | Steve Bauer        | 7-Eleven-Hoonved      | s.t.     |
| 10       | Rudy Dhaenens      | PDM-Concorde          | s.t.     |